# U-55 (tàu ngầm Đức) (1939)
U-55 là một tàu ngầm tấn công  Lớp Type VII thuộc phân lớp Type VIIB được Hải quân Đức Quốc Xã chế tạo trước Chiến tranh Thế giới thứ hai. Nhập biên chế năm 1939 sau khi xung đột đã chính thức bắt đầu, nó chỉ thực hiện được một chuyến tuần tra duy nhất vào năm 1940, đánh chìm được sáu tàu buôn với tổng tải trọng 15.853 GRT. U-55 bị máy bay và các tàu hộ tống cho Đoàn tàu OA-80G phản công bằng bom và mìn sâu, và bị đánh chìm trong biển Celtic vào ngày 30 tháng 1, 1940.

## Thiết kế và chế tạo

### Thiết kế
Phân lớp VIIB của Tàu ngầm Type VII là một phiên bản VIIA được mở rộng. Chúng có trọng lượng choán nước 753 t (741 tấn Anh) khi nổi và 857 t (843 tấn Anh) khi lặn). Con tàu có chiều dài chung 66,50 m (218 ft 2 in), lớp vỏ trong chịu áp lực dài 48,80 m (160 ft 1 in), mạn tàu rộng 6,20 m (20 ft 4 in), chiều cao 9,50 m (31 ft 2 in) và mớn nước 4,74 m (15 ft 7 in).
Chúng trang bị hai động cơ diesel Germaniawerft F46 6-xy lanh 4 thì, tổng công suất 2.800–3.200 PS (2.100–2.400 kW; 2.800–3.200 bhp), dẫn động hai trục chân vịt đường kính 1,23 m (4,0 ft), cho phép đạt tốc độ tối đa 17,9 kn (33,2 km/h), và tầm hoạt động tối đa 8.700 nmi (16.100 km) khi đi tốc độ đường trường 10 kn (19 km/h). Khi đi ngầm dưới nước, chúng sử dụng hai động cơ/máy phát điện Brown, Boveri & Cie GG UB 720/8 tổng công suất 750 PS (550 kW; 740 shp). Tốc độ tối đa khi lặn là 8 kn (15 km/h), và tầm hoạt động 90 nmi (170 km) ở tốc độ 4 kn (7,4 km/h). Con tàu có khả năng lặn sâu đến 230 m (750 ft).
Vũ khí trang bị có năm ống phóng ngư lôi 53,3 cm (21 in), bao gồm bốn ống trước mũi và một ống phía đuôi, và mang theo tổng cộng 14 quả ngư lôi, hoặc tối đa 22 quả thủy lôi TMA, hoặc 33 quả TMB. Tàu ngầm Type VIIB bố trí một hải pháo 8,8 cm SK C/35 cùng một pháo phòng không 2 cm (0,79 in) trên boong tàu. Thủy thủ đoàn bao gồm 4 sĩ quan và 40-56 thủy thủ.

### Chế tạo
U-55 được đặt hàng vào ngày 16 tháng 7, 1937, và được đặt lườn tại xưởng tàu của hãng Friedrich Krupp Germaniawerft tại Kiel vào ngày 2 tháng 11, 1938. Nó được hạ thủy vào ngày 19 tháng 10, 1939, và nhập biên chế cùng Hải quân Đức Quốc Xã vào ngày 21 tháng 11, 1939 dưới quyền chỉ huy của Hạm trưởng, Đại úy Hải quân Werner Heidel.

## Lịch sử hoạt động
Khởi hành từ Kiel vào ngày 16 tháng 1, 1940 cho chuyến tuần tra duy nhất trong chiến tranh, U-55 đi vào Bắc Hải, rồi băng qua khe GIUK giữa các quần đảo Faroe và Shetland để tiến vào khu vực Đại Tây Dương về phía Tây Scotland và Ireland. Trên đường đi trong giai đoạn từ ngày 18 đến ngày 23 tháng 1, nó lần lượt đánh chìm bốn tàu buôn di chuyển độc lập trước khi đi đến khu vực tuần tra trong Đại Tây Dương về phía Tây Nam quần đảo Anh. U-55 đã tấn công Đoàn tàu OA-80G vào ngày 29 tháng 1, đánh chìm các tàu buôn Keramiai và Vaclite trước khi bị các tàu hộ tống cho Đoàn tàu OA-80G phản công, được hỗ trợ bởi một thủy phi cơ Sunderland thuộc Liên đội 228 Bộ chỉ huy Duyên hải Không quân Hoàng gia Anh.
Sau khi chịu đựng các đợt tấn công bằng mìn sâu kéo dài, chiếc U-boat buộc phải trồi lên mặt nước để đấu pháo tay đôi với đối phương, cho đến khi khẩu hải pháo 8,8-cm bị kẹt. Đại úy Heidel hạm trưởng ra lệnh bỏ tàu, trong khi ông chủ định ở lại cùng con tàu khi U-55 đắm ở vị trí về phía Tây Nam quần đảo Scilly, tại tọa độ 48°37′B 7°48′T / 48,617°B 7,8°T. 41 người sống sót được các tàu chiến Đồng Minh cứu vớt và bắt làm tù binh chiến tranh.
Thành tích đánh chìm U-55 được chính thức ghi công cho tàu sà lúp HMS Fowey, tàu khu trục HMS Whitshed, các tàu khu trục Pháp Valmy và Guépard cùng chiếc Sunderland.

### Tóm tắt chiến công
U-55 đã đánh chìm được sáu tàu buôn với tổng tải trọng 15.853 GRT:
| Ngày             | Tên tàu   | Quốc tịch      | Tải trọng | Số phận      |
| ---------------- | --------- | -------------- | --------- | ------------ |
| 18 tháng 1, 1940 | Foxen     | Sweden         | 1.304     | Bị đánh chìm |
| 19 tháng 1, 1940 | Telnes    | Norway         | 1.694     | Bị đánh chìm |
| 22 tháng 1, 1940 | Segovia   | Norway         | 1.387     | Bị đánh chìm |
| 23 tháng 1, 1940 | Andalusia | Sweden         | 1.357     | Bị đánh chìm |
| 30 tháng 1, 1940 | Keramiai  | Greece         | 5.085     | Bị đánh chìm |
| 30 tháng 1, 1940 | Vaclite   | United Kingdom | 5.026     | Bị đánh chìm |